# Martin Grothkopp
Martin Grothkopp (Dresde, RDA, 21 de junio de 1986) es un deportista alemán que compite en bobsleigh en la modalidad doble cuádruple.
Participó en los Juegos Olímpicos de Pyeongchang 2018, obteniendo una medalla de oro en la prueba cuádruple (junto con Francesco Friedrich, Candy Bauer y Thorsten Margis).
Ganó cuatro medallas en el Campeonato Mundial de Bobsleigh entre los años 2015 y 2020, y cinco medallas en el Campeonato Europeo de Bobsleigh entre los años 2015 y 2022.

## Palmarés internacional
| Juegos Olímpicos   | Juegos Olímpicos            | Juegos Olímpicos  | Juegos Olímpicos |
| Año                | Lugar                       | Medalla           | Prueba           |
| ------------------ | --------------------------- | ----------------- | ---------------- |
| 2018               | Pyeongchang (Corea del Sur) | Medalla de oro    | Cuádruple        |
| Campeonato Mundial |                             |                   |                  |
| Año                | Lugar                       | Medalla           | Prueba           |
| 2015               | Winterberg (Alemania)       | Medalla de oro    | Equipo           |
| 2017               | Königssee (Alemania)        | Medalla de oro    | Cuádruple        |
| 2019               | Whistler (Canadá)           | Medalla de oro    | Cuádruple        |
| 2020               | Altenberg (Alemania)        | Medalla de oro    | Cuádruple        |
| Campeonato Europeo |                             |                   |                  |
| Año                | Lugar                       | Medalla           | Prueba           |
| 2015               | La Plagne (Francia)         | Medalla de oro    | Doble            |
| 2015               | La Plagne (Francia)         | Medalla de bronce | Cuádruple        |
| 2018               | Igls (Austria)              | Medalla de plata  | Cuádruple        |
| 2019               | Königssee (Alemania)        | Medalla de bronce | Cuádruple        |
| 2022               | Sankt Moritz (Suiza)        | Medalla de plata  | Cuádruple        |